# Dominion Motors (1931)

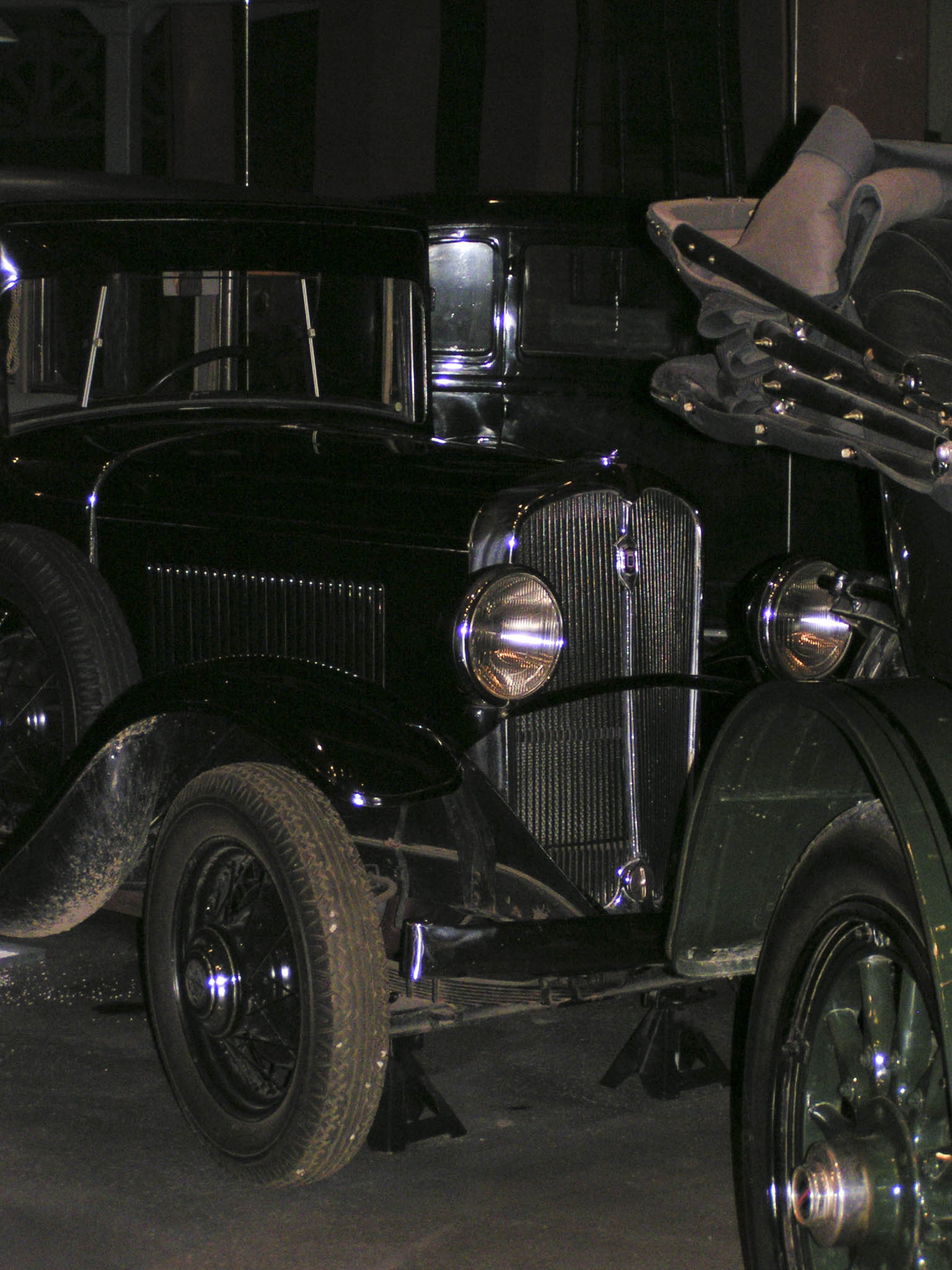
Frontenac von 1932

Dominion Motors Limited war ein kanadischer Automobilhersteller aus Leaside in Ontario. Der Markenname der Pkws lautete Frontenac.

## Geschichte
Durant Motors in New York City nutzten den Markennamen Frontenac erstmals 1931 für Fahrzeuge, die sie in Kanada herstellten und vertrieben. Die kanadische Durant-Motors-Gesellschaft wurde dann von einer Gruppe kanadischer Investoren übernommen, die die Firma in Dominion Motors Limited umbenannten. Die Produktion von Durant- und Frontenac-Autos ging weiter. Der erste Frontenac von 1931 hieß Modell 6-18, hatte 2769 mm Radstand und basierte auf dem Durant 6-19.
Nach dem Untergang von Durant Motors 1932 nahm sich Dominion Motors den De Vaux als Konstruktionsvorbild. Die Frontenac-Modellpalette 1932 bestand aus zwei Sechszylindermodellen, dem 6-70 mit 2769 mm Radstand, der im Grunde ein überarbeitetes Vorjahresmodell 6-18 war, und dem 6-85 mit 2896 mm Radstand, der auf dem De Vaux 6-80 basierte.
Wie vorher schon Durant Motors kam auch die De Vaux Motors Company in wirtschaftliche Schwierigkeiten: Das Unternehmen wurde von ihrem größten Kreditgeber, der Continental Motors Company, Ende 1932 übernommen. Continental entschied sich dazu, die De Vaux-Produktion unter eigenem Namen fortzuführen und Dominion Motors nahm sich so die Continental De Vaux zum Vorbild. Beide Unternehmen hatten die gleiche, aus drei Modellen bestehende Palette.
Die letzten Frontenac-Modelle waren der C-400, ein Vierzylindermodell mit 2578 mm Radstand, der auf dem Continental De Vaux Beacon basierte, und der C-600 mit 2718 mm Radstand, der auf dem sechszylindrigen Continental De Vaux Flyer beruhte. Den Continental De Vaux Ace mit 2896 mm Radstand, ebenfalls mit Sechszylindermotor, importierte Frontenac aus den USA und verkaufte ihn mit eigenen Firmenemblemen als Frontenac Ace.
Dominion Motors produzierte auch Reo-Autos und -Lastkraftwagen für den kanadischen Markt.
Im Dezember 1933 endete die Produktion. 1935 wurde das Unternehmen aufgelöst.
In den frühen 1950er-Jahren nutzte Reo das Werk, und 1950/1951 nutzte Kaiser-Frazer einen Teil der Fabrik zum Bau von Kaiser-Limousinen für den kanadischen Markt.

## Modelle
| Modell | Bauzeitraum | Zylinder | Leistung         | Radstand | Aufbauten                                            |
| ------ | ----------- | -------- | ---------------- | -------- | ---------------------------------------------------- |
| 6-18   | 1931        | 6 Reihe  | 70 bhp (51 kW)   | 2769 mm  | Coupé 2 Türen, Limousine 4 Türen                     |
| 6-70   | 1932        | 6 Reihe  | 70 bhp (51 kW)   | 2769 mm  | Coupé 2 Türen, Limousine 4 Türen                     |
| 6-85   | 1932        | 6 Reihe  | 85 bhp (62,5 kW) | 2896 mm  | Cabriolet 2 Türen, Coupé 2 Türen, Limousine 4 Türen  |
| C-400  | 1933        | 4 Reihe  | 38 bhp (28 kW)   | 2578 mm  | Roadster 2 Türen, Coupé 2 Türen, Limousine 2/4 Türen |
| C-600  | 1933        | 6 Reihe  | 65 bhp (48 kW)   | 2718 mm  | Roadster 2 Türen, Coupé 2 Türen, Limousine 2/4 Türen |